# Bukvik, Gradiška
Bukvik je nekdanje naselje v občini Gradiška, Bosna in Hercegovina, od leta 1991. del naselja Bukovac.

## Prebivalstvo
| Pregled števila prebivalcev po letih | Pregled števila prebivalcev po letih | Pregled števila prebivalcev po letih | Pregled števila prebivalcev po letih | Pregled števila prebivalcev po letih |
| ------------------------------------ | ------------------------------------ | ------------------------------------ | ------------------------------------ | ------------------------------------ |
| 1948                                 | 1953                                 | 1961                                 | 1971                                 | 1981                                 |
| -                                    | -                                    | -                                    | 118                                  | 162                                  |

| Narodna sestava prebivalstva po letih                                                                                        | Narodna sestava prebivalstva po letih                                                                                       | Narodna sestava prebivalstva po letih |
| --- | --- | ------------------------------------- |
| 1971 | 1981 |                                       |
| . skupaj: 118 Srbi 92 (77,96 %) Hrvati 10 (8,47 %) Muslimani 0 (0,00 %) Jugoslovani 0 (0,00 %) drugi in neznano 16 (13,55 %) | . skupaj: 162 Srbi 78 (48,14 %) Hrvati 7 (4,32 %) Muslimani 1 (0,61 %) Jugoslovani 71 (43,82 %) drugi in neznano 5 (3,08 %) |                                       |